# Drug Design Optimization Lab
Drug Design Optimization Lab meglio conosciuto come "D2OL" è un progetto di informatica distribuita con l'obiettivo di trovare una cura per combattere le seguenti malattie: antrace, SARS, ebola, malaria, vaiolo e influenza aviaria. Il progetto si è concluso il 15 aprile 2009, come si legge dal sito ufficiale "On April 15, 2009, the D2OL distributed computing project will officially end operations."

## Come contribuire
Scaricando gratuitamente un software non intrusivo dal sito ufficiale, chiunque può contribuire al progetto.
Non è necessario rimanere collegati ad internet durante il funzionamento del programma. L'accesso alla rete serve solo per ottenere i candidate da processare e per spedire i risultati. I candidate da scaricare ogni volta sono 50; questo valore può essere selezionato a piacere tra 0 e 2000. I candidate pesano 2 kB mentre i risultati sono di 4 kB.

## Come funziona
Il D2OL non si basa su l'utilizzo di potenti supercomputer per l'elaborazione dei propri dati: coloro che contribuiscono al progetto sono infatti le decine di migliaia di personal computer dei volontari  che hanno installato il programma del Rothberg Institute. Questo programma lavora in background, e utilizza la CPU quando non è occupata. Nei personal computer moderni, la cpu è raramente utilizzata al 100% per tutto il tempo; il programma sfrutta la percentuale di processore non utilizzata.
Il procedimento è simile al trovare la chiave giusta per una serratura. Le serrature vengono chiamate "Target" e sono le molecole delle malattie. Le chiavi invece, sono chiamati "candidate" e sono contenute a migliaia nei database del progetto. Il software prova i candidate combinandoli con un Target ottenendo un valore chiamato "Final Docked Energy". Questi valori vengono memorizzati come risultati e spediti al Rothberg Institute. I migliori candidate sono quelli con valore Final Docked Energy più basso e costituiranno la base per le ricerche di laboratorio.

### Ruolo dei volontari
A causa dei miliardi di combinazioni da testare, il software impiegherebbe decine di migliaia di anni per ottenere dei risultati. Grazie ai contributi dei volontari questo tempo viene ridotto. Gli attuali volontari ogni giorno forniscono i risultati che un supercomputer fornirebbe in tre anni.

### Target
Un Target è una grossa proteina o un enzima che interpreta un ruolo cruciale per l'avanzamento di una malattia in un organismo. Neutralizzando il Target i medicinali eliminano gli effetti o l'avanzamento della malattia.

### Final Docked Energy
La valutazione del valore di energia di legame tra la struttura del Target e il candidate in esame è ripetuta centinaia di migliaia di volte per identificare l'orientamento tridimensionale del candidate che meglio si adatta al bersaglio farmacologico del Target.
Questo processo necessita della struttura del Target e della molecola candidate, di dimensioni contenutissime, oltre ovviamente al programma che tenta tutte le combinazioni.

## Il software
Il programma ha un'interfaccia in Java ed è usabile su GNU/Linux, macOS e Microsoft Windows